# Championnats du monde de vol à ski 1979
Navigation
Vikersund 1977 Oberstdorf 1981
La 5e édition des championnats du monde de vol à ski s'est déroulée le 1er janvier 1979 à Planica en Yougoslavie.

## Résultats

### Individuel
| Médaille | Concurrent   | Points |
| Or       | Armin Kogler | 741,5  |
| Argent   | Axel Zitzman | 736    |
| Bronze   | Piotr Fijas  | 704,5  |